# 이지혜 (가수)
이지혜는 대한민국의 가수다. 2016년 싱글 앨범 [그 약속]으로 데뷔했다.

## 방송
- 씨씨엠스타 1 (2013) - 금상